# Штраус, Адриан
Ян Адриан Штраус (африк. Jan Adriaan Strauss; 18 ноября 1985, Блумфонтейн, ЮАР) — южноафриканский регбист, выступавший на позиции хукера.

## Клубная карьера
Свою регбийную карьеру Штраус начал в клубе «Блю Буллз», выступающем в кубке Карри. Спустя год после начала выступлений он был включён в заявку «Буллз» для участия в Супер 14 сезона 2006 года. В своём первом профессиональном сезоне Адриан сыграл 8 матчей, не набрал ни одного очка и вместе с командой уступил в полуфинале турнира будущим победителям «Крусейдерс» 19-12.
В 2007 году Штраус перешёл в другой южноафриканский клуб «Сентрал Читаз», где сразу стал основным хукером команды. Уже в первом матче 3 февраля 2007 года нового сезона Супер 14 против «Сентрал Читаз» Адриан вышел в стартовом составе и отметился попыткой.
29 июля 2014 года Штраус объявил о своём возвращении в «Буллз», объяснив своё решение желанием играть в клубе, ведущим борьбу за трофеи.

## Карьера в сборной
19 июля 2008 года Штраус провёл свой первый матч за сборную ЮАР, сыграв в Кубке Трёх Наций против команды Австралии, выйдя на замену на 54 минуте вместо Схалка Бритса. В этом розыгрыша Кубка Адриан провёл все 5 оставшихся матчей «Спрингбокс». Свой самый результативный матч за южноафриканцев Адриан сыграл 17 ноября 2012 года в тестовой встрече с командой Шотландии, отметившись сразу двумя попытками.
28 августа 2015 года Штраусс был включён в состав сборной для участия в чемпионате мира.